# Thymoites luculentus
Thymoites luculentus är en spindelart som först beskrevs av Simon 1894.  Thymoites luculentus ingår i släktet Thymoites och familjen klotspindlar. Inga underarter finns listade i Catalogue of Life.